# 無錫排骨
無錫排骨（ウーシーパイグー）は江蘇省無錫に古くから伝わる料理の1つ。甘辛く味付けした排骨（豚のスペアリブ）である。

## 概要
排骨を香辛料入りのタレで煮た料理である。無錫料理の特徴として、香辛料に八角を用いることと、色が赤いことが挙げられる。赤い色は赤米の一種である紅米を煮だすことで付けるのが伝統的な調理法であるが、ケチャップや色粉でつけることもある。
紅米を使用した場合、ポリフェノールに富むため、健康食品としても注目されるようになっている。また、中国では赤色が「美味な色」と認識されるため、肉屋などでも赤を強調するために血をわざとつけたり、焼豚を赤く仕上げることがされる。
日本では「無錫風スペアリブの煮込み」と説明されることがある。

## 歴史
清朝の光緒帝が皇帝だった時（1872-1909年）、中国の江蘇省無錫は商工業の急速な発展を遂げた。それに伴い多くの肉屋が腕の良い調理師を雇い、さまざまな看板を上げて商売を競った。店が競うことにより、無錫で売られる肉製品の品質が高まった。その後無錫排骨は無錫の名産品として有名になった。